# راتينهو (لاعب كرة قدم)
راتينهو هو لاعب كرة قدم برازيلي في مركز الوسط، ولد في 1 أكتوبر 1996 في Cavalcante ‏ في البرازيل.

## وصلات خارجية
- راتينهو على موقع دوري كوريا الجنوبية (الإنجليزية)
- راتينهو على موقع قاعدة بيانات كرة القدم.إي يو (الإنجليزية)
- راتينهو على موقع Soccerway.com (الإنجليزية)